# Erich Mühsam
Erich Mühsam (Berlino, 6 aprile 1878 – Oranienburg, 10 luglio 1934) è stato un anarchico, poeta e attivista tedesco.

## Biografia
Nasce il 6 aprile 1878 a Berlino, in una famiglia di farmacisti benestanti ebrei. A 17 anni è espulso dal liceo di Lubecca per reiterati atti di indisciplina e per manifestazioni di carattere socialista. Da quel momento, frequenta la bohème artistica e scrive per giornali satirici.
Nel 1900, stringe a Berlino amicizia con Gustav Landauer e si schiera con gli anarchici. Nel 1904, prende parte alla comunità di Monte Verità (Svizzera). Nel 1909, a Monaco, fonda il gruppo Tat, federato con il Sozialistischer Bund, frequenta l'ambiente bohème e quello dei letterati da Kaffeehaus. Nel 1911 crea il proprio giornale, Kain, dove esprime il suo pacifismo anarchico e si occupa della questione sociale del proletariato. Sconvolto dalla dichiarazione di guerra, nel 1916 tenta di riunire coloro i quali si oppongono al conflitto in atto. Viene però espulso dal governo della Baviera e posto in domicilio coatto in una città di provincia. Alla caduta della monarchia, il 7 novembre 1918, ritorna a Monaco e prende parte al processo rivoluzionario e al governo socialista di Kurt Eisner.
Fu attivissimo nella difesa e nel sostegno dei consigli operai in Baviera nel 1919. Accusato per questo di alto tradimento, fu condannato a 15 anni di reclusione. In carcere scrive le sue opere politiche più importanti sull'anarco-comunismo. Liberato dopo cinque anni, riprese la sua intensa attività fino al 1933 quando, catturato dopo l'incendio del Reichstag, fu rinchiuso in vari carceri e campi di concentramento, fra cui anche il campo di concentramento di Sonnenburg. Fu assassinato l'anno dopo nel campo di concentramento di Oranienburg.
(Erich Mühsam)

## Opere

### Opere di Erich Mühsam pubblicate in lingua italiana
- Ragion di stato, Salerno Editrice, Roma, 1980;
- La psicologia della zia ricca, SugarCo Edizioni, Milano, 1983; Le Nubi Edizioni, Roma, 2008;
- Ascona Monte Verità e Schegge, Edizioni L'Affranchi, Salorino, 1989; CHERSIlibri, Brescia, 2008.

### Opere su Erich Mühsam pubblicate in lingua italiana
- Kreszentia Mühsam, Il Calvario di Erich Mühsam; Edizioni RL, Genova, 1959. Ristampato da Edizioni Samizdat, Pescara, 1996;
- Rudolf Rocker, Zensl Elfìnger Mühsam - Una libertaria in lotta contro i totalitarismi; Edizioni La Fiaccola, Ragusa, 2003;
- Fambrini-Muzzi, Dal cabaret alle barricate; Elèuthera, Milano, 1999;
- Leonhard Schäfer (a cura di), Erich Mühsam - il poeta anarchico, Zero In Condotta, Milano, 2007;
- Leonhard Schäfer (a cura di), Erich Mühsam - Anarchismo e Comunismo, Copyleft, 2009. Ristampa del 2013, disponibile su Academia.edu;
- Leonhard Schäfer, Erich Mühsam - C'era una volta un rivoluzionario, CHERSIlibri, Brescia, 2010;
- Leonhard Schäfer, Patrizia Creati & CAUSA: C'era una volta un rivoluzionario - Poesia e vita di Erich Mühsam, su https://www.youtube.com/watch?v=Pyrbmt_Fzu0;
- Leonhard Schäfer & CAUSA: Il prigioniero (Piegarsi vuol dire mentire), poesia di Erich Mühsam, 2012, Pisa, su https://www.youtube.com/watch?v=wlYiSH3NyXc&feature=related;
- Leonhard Schäfer, La “Centuria Erich Mühsam”, Copyleft, 2018, disponibile su Academia.edu.